# Psi7 Aurigae
Pour les articles homonymes, voir Psi Aurigae.
Désignations
Psi7 Aurigae (en abrégé ψ7 Aur) est une étoile géante de la constellation boréale du Cocher. Elle est visible à l'œil nu avec une magnitude apparente de 5,02.

## Environnement stellaire
L'étoile présente une parallaxe annuelle de 9,61 ± 0,13 mas telle que mesurée par le satellite Gaia, ce qui permet d'en déduire qu'elle est distante de 104,09 ± 1,38 pc (∼339 al) de la Terre. Elle s'éloigne du Système solaire à une vitesse radiale héliocentrique de +60 km/s et elle se déplace relativement rapidement sur la sphère céleste, présentant un mouvement propre de 0,14 seconde d'arc/an.
L'étoile possède deux compagnons de 11e et 13e magnitudes recensés dans les catalogues d'étoiles doubles et multiples. Ils apparaissent être des doubles purement optiques, dont la proximité avec Psi7 Aurigae n'est qu'une coïncidence.

## Propriétés
Psi7 Aurigae est une étoile géante rouge de type spectral K3 III. Son rayon est environ 21 fois plus grand que le rayon solaire et elle est 154 fois plus lumineuse que le Soleil. Sa température de surface est de 4 300 K.